# جودی فوت
جودی فوت (انگلیسی: Judy Foote؛ زادهٔ ۲۳ ژوئن ۱۹۵۲) یک سیاست‌مدار اهل کانادا است. او وزیر خدمات عمومی و تدارکات کانادا است.